# Сааланіо-Сафачуліо
Сааланіо-Сафачуліо (груз. საალანიო-საფაჩულიო) — село в Грузії.
За даними перепису населення 2014 року в селі проживає 99 особи.